# Mohamed Hussein Roble
Mohamed Hussein Roble est un homme d'État somalien né en octobre 1963. Il est Premier ministre depuis le 23 septembre 2020, charge dont il est suspendu depuis le 27 décembre 2021.

## Biographie
Il est né à Hobyo en octobre 1963.
Il étudie à l'université nationale somalienne où il obtient une licence en génie civil puis à l'Institut royal de technologie en Suède où il obtient une maîtrise en génie de l'environnement et en génie durable.
Il est nommé Premier ministre par le président Mohamed Abdullahi Mohamed le 18 septembre 2020 et a été confirmé par le Parlement fédéral le 23 septembre. Il est suspendu de ses pouvoirs exécutifs le 16 septembre 2021 et suspendu de sa charge de Premier ministre le 27 décembre 2021 par le président en raison d'allégations de corruption, le tout dans un contexte de crise politique. Il accuse en réponse le président de chercher à commettre « un coup d’État contre le gouvernement, la Constitution et les lois du pays », alors que des troupes lui étant favorables se déploient à proximité du palais présidentiel.
Il est parfaitement bilingue somali-anglais.